# Kordié
Kordié – miasto w Burkinie Faso, w prowincji Sanguié. Według danych szacunkowych na rok 2013 liczyło 8 230 mieszkańców.